# جونكإ مأواوتارو
جونكإ مأواوتارو (باليابانية: 馬渡 隼暉) (3 أكتوبر 1996 في توياما في اليابان – )؛ هو لاعب كرة قدم ياباني سابق كان يلعب كلاعب وسط.

## وصلات خارجية
- جونكإ مأواوتارو على موقع رابطة كرة القدم اليابانية للمحترفين (اليابانية)
- جونكإ مأواوتارو على موقع Soccerway.com (الإنجليزية)